# Majona
Majona este o arie protejată (arie specială de conservare — SAC, sit de importanță comunitară — SCI) din Spania întinsă pe o suprafață de 1.975,7 ha, integral pe uscat.

## Localizare
Centrul sitului Majona este situat la coordonatele 28°08′38″N 17°09′37″W / 28.1439°N 17.1604°V.

## Înființare
Situl Majona a fost declarat sit de importanță comunitară în octombrie 1999 pentru a proteja 7 specii de plante. Situl a fost protejat și ca arie specială de conservare în ianuarie 2010.

## Biodiversitate
Situată în ecoregiunea , aria protejată conține 8 habitate naturale: Pajiști macaroneziene cu vegetație endemică, Păduri de Olea și Ceratonia, Plantații de palmieri Phoenix, Tufărișuri termo-mediteraneene și de pre-deșert, Păduri endemice cu Juniperus spp., Păduri macaroneziene de dafin (Laurus, Ocotea), Faleze cu floră endemică de pe coastele macaroneziene, Pante stâncoase silicioase cu vegetație casmofită.
La baza desemnării sitului se află mai multe specii protejate de  plante (7): Aeonium gomerense, Anagyris latifolia, Cheirolophus ghomerytus, euphorbia bourgaeana (Euphorbia bourgeana), Ferula latipinna, Vandenboschia speciosa, Woodwardia radicans.